# Sexto Nônio Quintiliano (cônsul em 38)
Sexto Nônio Quintiliano (em latim: Sextus Nonius Quintilianus) foi um senador romano nomeado cônsul sufecto em 38 com Sérvio Asínio Céler. Era filho de Sexto Nônio Quintiliano, cônsul em 8, com Sósia, filha de Caio Sósio, cônsul em 32 a.C..